# ماريكا
ماريكا (بالبولندية: Marika)‏ هي كاتبة غنائية ومغنية بولندية، ولدت في 14 ديسمبر 1980 في بياويستوك في بولندا.

## وصلات خارجية
- الموقع الرسمي
- ماريكا على موقع IMDb (الإنجليزية)
- ماريكا على موقع ميوزك برينز (الإنجليزية)
- ماريكا على موقع ديسكوغز (الإنجليزية)